# Richard och Mary Parker
Richard och Mary Parker är två fiktiva karaktärer från Marvel skapade av Stan Lee och Larry Lieber. De var föräldrar till Peter Parker, pojken som en dag blev superhjälten Spider-Man. I filmen The Amazing Spider-Man spelar Campbell Scott som Richard och Embeth Davidtz som Mary.